# Сергіївка (Таврійська міська громада)
Се́ргіївка — село в Україні, у Таврійській міській громаді Каховського району Херсонської області. Населення становить 770 осіб. 24 лютого 2022 року село тимчасово окуповане російськими військами під час російсько-української війни.

## Населення

### Мова
Розподіл населення за рідною мовою за даними перепису 2001 року:
| Мова            | Кількість | Відсоток |
| --------------- | --------- | -------- |
| українська      | 718       | 93.25%   |
| російська       | 47        | 6.10%    |
| білоруська      | 3         | 0.39%    |
| румунська       | 1         | 0.13%    |
| інші/не вказали | 1         | 0.13%    |
| Усього          | 770       | 100%     |

## Постаті
- Атаманчук Роман Віталійович-«Добрий» (1992-2014) — військовик ЗСУ, ДУК, учасник російсько-української війни.